# Eugène Vaulot
Eugène Vaulot (Parigi, 1º giugno 1923 – Berlino, 2 maggio 1945) è stato un militare francese che nella seconda guerra mondiale ha combattuto con il grado di Unterscharführer nelle Waffen-SS venendo decorato con la Croce di Cavaliere della Croce di Ferro (Ritterkreuz des Eisernen Kreuzes).

## Biografia
Eugène Vaulot nacque a Parigi nel 1923. Fece apprendistato come elettricista, ma si arruolò nella Légion des volontaires francais contre le bolchévisme (LVF) prendendo parte nell'inverno 1941/42 alla battaglia del Lago Djukovo nei pressi di Mosca. L'anno successivo nel corso di un'operazione anti partigiana nella zona centrale del Fronte Orientale venne ferito e dovette lasciare la LVF con il grado di Obergefreiter.
Non soddisfatto della vita civile, nel 1944 si arruolò nuovamente, questa volta nella Kriegsmarine, divenendo capo squadra nel 28. Schiffstammabteilung, un reparto che nell'autunno del 1944 fu incorporato per intero nella costituenda 33. Waffen-Grenadier-Division der SS "Charlemagne".
Durante i successivi combattimenti in Pomerania venne decorato con la Croce di Ferro di Prima Classe per aver colpito con il Panzerfaust due carri armati sovietici ad Elsenau il 25 febbraio.
Durante la battaglia di Berlino distrugge due carri armati nel settore di Neukölln dicendo poi ai suoi camerati di averlo fatto "solo per mettersi in forma". Nei giorni seguenti distrugge, sempre in combattimento ravvicinato, altri sei carri che erano avanzati nella zona della Cancelleria e del Bunker di Hitler. Viene perciò proposto per la Croce di Cavaliere della Croce di Ferro, la quale gli viene personalmente consegnata il 29 aprile 1945 dal comandante della divisione "Nordland", SS-Brigadeführer Gustav Krukenberg.
Nelle prime ore del 2 maggio Vaulot si trovò a far parte di un gruppo comprendente qualche decina di SS francesi, tedesche e scandinave che con l'appoggio di due panzer Tiger II tentava di uscire dalla città in direzione ovest. Dopo aver attraversato il Tiergarten il gruppo si scontrò con una forte resistenza sovietica lungo il viale per Charlottenburg. Qui, secondo la testimonianza dello stesso Krukenberg, Eugène Vaulot rimase ucciso, vittima della pallottola di un cecchino.

## Fonti
- Robert Forbes, "For Europe. The French Volunteers of the Waffen-SS", Helion & Company Limited, West Midlands, England, 2006